# 司馬順
司馬 順（しば じゅん、3世紀後半ごろ）は、三国時代の魏から西晋にかけての武将・政治家。字は子思。

## 略歴
司馬懿の弟である司馬通の次男。魏では習陽亭侯に封じられた。
泰始元年（265年）、司馬炎（武帝）が禅譲を受け晋王朝を開くと、「事情は唐虞（堯舜）の時とかけ離れているのに、偽の禅譲を騙るとは！」と批判し、悲しんで泣いた。
この発言が問題とされ、涼州武威郡姑臧県へ流罪となった。しかし、発言を撤回することなく、流された先で死去した。